# Cotton Club
Koordinaten: 40° 49′ 6,6″ N, 73° 56′ 14,5″ W
Der Cotton Club war ein Nachtclub in New York City, in dem während der Zeit der Prohibition in den 1920er und 1930er Jahren zahlreiche bekannte afroamerikanische Jazzmusiker und Entertainer wie Duke Ellington und Cab Calloway auftraten.
Der Boxchampion Jack Johnson eröffnete 1920 den Club Delux in Harlem Ecke 142. Straße und Lenox Avenue. Der Alkoholschmuggler und Gangster Owney Madden übernahm den Club und eröffnete dort am 4. Dezember 1923 den Cotton Club. Der Club entwickelte sich in der Zeit der Prohibition rasch zu einem bekannten Treffpunkt, auch für die New Yorker High Society. Die Inneneinrichtung reproduzierte ein rassistisches Klischee des Lebens von „wilden, primitiven Negersklaven“ in den ländlichen amerikanischen Südstaaten. Nicht-weißen Gästen wurde der Zutritt zum Club verwehrt, obwohl die im Club auftretenden Musiker und Tänzerinnen fast ausschließlich Afroamerikaner waren.
Auch die auftretenden Musiker mussten sich in das gewünschte Bild einfügen. So wurde etwa von Duke Ellington erwartet, „Dschungelmusik“ zu spielen, woraus der Bandleader den später berühmt gewordenen Jungle Style entwickelte, das Markenzeichen seines Orchesters in den späten 1920er Jahren. Auf Drängen Ellingtons wurden die Zutrittsbestimmungen für Nicht-Weiße im Laufe der Jahre gelockert.
Der Cotton Club spielte eine wichtige Rolle für die Bekanntheit und Entwicklung zahlreicher Jazzbands der damaligen Zeit. 1923 trat dort die Band von Fletcher Henderson auf. Nach den Missourians war von 1927 bis 1931 das Orchester von Duke Ellington die Hausband des Cotton Clubs und wurde durch Radioübertragungen aus dem Club in den ganzen USA bekannt. Ab 1931 wurde die Band von Cab Calloway die Hausband, gefolgt ab 1934 vom Orchester Jimmie Luncefords. Ferner traten Stars wie Louis Armstrong, Ethel Waters und Bill „Bojangles“ Robinson im Cotton Club auf. Die Sängerin Lena Horne, zunächst Mitglied der Tanztruppe, begann im Club ihre Solokarriere.
Der Cotton Club wurde 1925 wegen Verstoßes gegen die Prohibitionsgesetze kurzzeitig geschlossen und 1936 nach dem Harlemaufstand vom 19. März 1935. Der Club wurde 1937 an anderer Stelle in Manhattan (Ecke Broadway und 48. Straße) noch mal eröffnet; er musste 1940 aus wirtschaftlichen Gründen endgültig schließen. 1978 öffnete in der 125. Straße in Harlem ein neuer Club gleichen Namens.

## In der Kunst
- Cotton Club: ein Spielfilm aus dem Jahre 1984 von Francis Ford Coppola, der den Mythos des Clubs heraufbeschwört und die Kämpfe der Gangster Owney Madden, Dutch Schultz, Vincent „Mad Dog“ Coll und Lucky Luciano zum Thema hat.
- Der Club wurde 2001 in Ken Burns’ Dokumentation Jazz erwähnt.
- Im Spielfilm Taxi! mit James Cagney spielt ein Teil der Handlung im fiktiven Cotton Pickers Club, der eine Anspielung auf den Cotton Club darstellt.
- Im Spielfilm Falsches Spiel mit Roger Rabbit wird der Privatdetektiv Eddie Valiant in den „Ink & Paint Club“ geschickt, einem Nachtclub für Menschen, in dem Toons als Personal und Künstler arbeiten.